# Almut Eggert
Almut Spier-Eggert, geborene Eggert (* 7. Juni 1937 in Rostock; † 7. Februar 2023 in Berlin), war eine deutsche Schauspielerin und Synchronsprecherin.

## Leben
Almut Eggert war die Tochter des Regisseurs Walther Eggert und der Schauspielerin Agnes Eggert, geborene Grisebach. Ende 1951 floh ihre Mutter mit ihren vier Kindern in den Westen. Nach der mittleren Reife wurde Almut Eggert zunächst Diplomkosmetikerin. Später produzierte und vertrieb die auch an Esoterik Interessierte Kosmetik. Von 1956 bis 1959 nahm sie Unterricht an der Schauspielschule Olly Rummel-Pickschneider in Berlin.
1958 debütierte sie an der Vaganten Bühne Berlin, 1959 erhielt sie ein Engagement am Kleinen Theater im Zoo in Frankfurt am Main. Von 1961 bis 1966 spielte sie an der Tribüne Berlin, von 1966 bis 1968 am Theater Baden-Baden, von 1968 bis 1975 am Schillertheater in Berlin, von 1975 bis 1977 an der Komödie im Marquardt in Stuttgart und an der Kleinen Komödie Hamburg, von 1977 bis 1983 an den Kammerspielen des Deutschen Theaters in Berlin und danach am Theater am Kurfürstendamm.
Almut Eggert arbeitete auch als Hörfunk- und Synchronsprecherin und war häufig in Fernsehserien zu sehen. Von 1972 bis 1973 gehörte sie dem Kabarett „Die Stachelschweine“ an. Beim Film übernahm sie unter anderem 1969 in der Kinderbuchverfilmung Klein Erna auf dem Jungfernstieg die Rolle der Mutter der Titelheldin, die nach längerer Abwesenheit ihres Ehemannes (Harald Juhnke) am Ende ein freudiges Wiedersehen feiern kann.

## Persönliches
Eggert war von 1959 bis zur Scheidung 1964 mit dem Schauspieler und Regisseur Wolfgang Spier verheiratet. Sie ist die Mutter der Schauspielerinnen und Synchronsprecherinnen Miriam Bettina Spier (1960–2008) und Nana Spier (* 1971). Almut Eggert starb 2023 in ihrem Wohnort Berlin, vier Monate vor ihrem 86. Geburtstag.

## Filmografie (Auswahl)
- 1958: Was ihr wollt (Fernsehfilm)
- 1961: Frage Sieben (Question 7, Fernsehfilm)
- 1961: Die Geburtstagsfeier (Fernsehfilm)
- 1966: Die Liebenden von Florenz (Fernsehfilm)
- 1966: Ein Mann, der nichts gewinnt (Fernsehfilm)
- 1966: Der Mann, der sich Abel nannte (Fernsehfilm)
- 1967: Die fünfte Kolonne – Der Fall Schurzheim (Fernsehserie)
- 1968: Die fünfte Kolonne – Eine Million auf Nummernkonto
- 1969: Klein Erna auf dem Jungfernstieg
- 1971: Drüben bei Lehmanns – Ernst des Lebens (Fernsehserie)
- 1978: Café Wernicke (Fernsehserie, 17 Folgen)
- 1978: Kommissariat 9: Die Edlen der Heilkunst (Fernsehserie)
- 1978: Tatort: Sterne für den Orient (Fernsehreihe)
- 1979: Locker vom Hocker (Oder: Es bleibt schwierig, Comedyreihe, 1 Folge)
- 1980: Der Urlaub
- 1980: Warum die UFOs unseren Salat klauen
- 1980: Berlin Alexanderplatz – Wie soll man leben, wenn man nicht sterben will (Fernsehserie)
- 1981: Tatort: Im Fadenkreuz
- 1982, 1989: Jakob und Adele (Fernsehserie, 7 Folgen)
- 1983, 1984: Diese Drombuschs (Fernsehserie, Folgen: Der Appell, Das Konzert)
- 1984: Ich heirate eine Familie Der blaue Brief S02F03 (Fernsehserie)
- 1984: Leute wie du und ich (1 Episode)
- 1985: Die Dame vom Palace-Hotel
- 1985: Tatort: Tod macht erfinderisch
- 1986: Tatort: Die kleine Kanaille
- 1986: Tatort: Tödliche Blende
- 1986: Liebling Kreuzberg (Fernsehserie, 3 Folgen)
- 1987–1989: Ein Heim für Tiere (Fernsehserie, 7 Folgen)
- 1988: Tatort: Schuldlos schuldig
- 1990: Hals über Kopf – Tierische Ferien (Fernsehserie)
- 1995–1996: Praxis Bülowbogen (Fernsehserie, 22 Folgen)
- 1996: SK Babies – Countdown (Fernsehserie)
- 1996–1997: Alarm für Cobra 11 – Die Autobahnpolizei (Fernsehserie, 15 Folgen)
- 1998: Tatort: Rosen für Nadja
- 2006: Balko – Ich töte Mutter (Fernsehserie)

## Synchronisationen (Auswahl)
| Film                               | Synchronjahr  | Rolle                 | Darsteller        |
| ---------------------------------- | ------------- | --------------------- | ----------------- |
| Der Weg nach Westen                | 1967          | Mercy McBee           | Sally Field       |
| Geraubte Küsse                     | 1967          | Christine Darbon      | Claude Jade       |
| Die Onedin Linie                   | 1971 bis 1980 | Isabel Frazer/Fogarty | Jessica Benton    |
| Pinocchio                          | 1973          | Die blaue Fee         | Evelyn Venable    |
| Ein Unbekannter rechnet ab         | 1974          | Vera Clyde            | Elke Sommer       |
| Drei Engel für Charlie             | 1976 bis 1980 | Jill Munroe           | Farrah Fawcett    |
| Zeit der Liebe, Zeit des Abschieds | 1977          | Fran Dodsworth        | Ruth Chatterton   |
| Moonraker – Streng geheim          | 1979          | Drax Museumsführerin  | Anne Lonnberg     |
| Kampf der Titanen                  | 1981          | Aphrodite             | Ursula Andress    |
| Hart aber herzlich                 | 1985          | Jillian Rawlings      | Samantha Eggar    |
| Trio mit vier Fäusten              | 1985          | Joan Ramsdale         | Joan Freeman      |
| Der Denver-Clan                    | 1985 bis 1989 | Sable Colby           | Stephanie Beacham |
| Mord ist ihr Hobby                 | 1994          | Kim Mitchell          | Loretta Swit      |
| Gilmore Girls                      | 2007          | Emily Gilmore         | Kelly Bishop      |

## Hörspiele
- 1968: Ephraim Kishon: Zieh den Stecker raus, das Wasser kocht – Regie: Wolfgang Spier (Hörspiel – RIAS Berlin)
- 1980: Anthony J. Ingrassia: Fame – Berühmt – Regie: Götz Naleppa (Hörspiel – RIAS Berlin)
- 1986–1987: Jan Tenner, 8 Folgen
- 1992: Conny Lens: Ostwind – Regie: Joachim Sonderhoff (Kriminalhörspiel – WDR)